# دلع الرحبي
دلع ممدوح الرحبي (11 نوفمبر 1963 -)، كاتبة وممثلة سورية .

## الدراسة
حاصلة على إجازة في الحقوق من جامعة دمشق وإجازة من المعهد العالي للفنون المسرحية قسم التمثيل ودبلوم في العلوم الجنائية من جامعة دمشق وهي زوجة الممثل والمخرج الراحل حاتم علي.

## أعمالها

### الكتابة
- عصي الدمع.
- الفصول الأربعة.

## التمثيل

### المسرح
- الاغتصاب نص سعد الله ونّوس وإخراج جواد الأسدي[1]
- تقاسيم على العنبر لجواد الأسدي[1]
- الآلية لمانويل جيجي[1]

## الحياة الشخصية
تزوجت من المخرج حاتم علي عام 1990 ولديها منه ثلاثة أولاد و هم عمرو و غزل و غالية.

## الجوائز
- الجائزة الثالثة من نادي الطائف الأدبي عن قصّتها «المقص» عام 1989.[1]
- أفضل ممثلة عن مسرحية الاغتصاب في مهرجان القاهرة الدولي للمسرح التجريبي سنة 1991[1]
- جائزة لجنة النقاد عن مسرحية الاغتصاب في مهرجان القاهرة الدولي للمسرح التجريبي سنة 1991[1]